# Mara Guth
Mara Guth (* 24. Juni 2003 in Usingen) ist eine deutsche Tennisspielerin.

## Karriere
Guth begann mit sechs Jahren mit dem Tennisspielen und bevorzugt Sandplätze. Sie spielt bislang vor allem auf der ITF Juniors Tour und der ITF Women’s World Tennis Tour.
2015 erreichte sie den 3. Platz mit der Jugendnationalmannschaft U12 bei der TE Nations Challenge, wurde deutsche Vizemeisterin der U13 im Einzel und deutsche Meisterin im Doppel sowie Hessenmeisterin der U16.
2016 wurde sie deutsche Vizemeisterin im Einzel und Doppel bei den U13 sowie Hessenmeisterin bei den U16.
2017 trat Mara Guth beim European Summer Cup in der Altersklasse U14 für Deutschland an und wurde deutsche Meisterin U14 im Einzel.
2019 vertrat Mara Guth Deutschland im Junior Fed-Cup-Team.
2020 trat sie mit ihrer Partnerin Darja Semeņistaja im Juniorinnendoppel der Australian Open an. Die Paarung verlor aber bereits ihr Erstrundenmatch. Bei der DTB German Pro Series erreichte sie in ihrer Vorrundengruppe den dritten Platz, unterlag aber dann in der Platzierungsrunde Caroline Werner mit 4:6 und 4:6. Bei den French Open 2020 trat sie sowohl im Juniorinneneinzel als auch im Juniorinnendoppel an. Im Einzel erreichte sie mit einem Sieg über Sarah Iliev die zweite Runde, unterlag dort aber der späteren Halbfinalistin Alexandra Eala mit 1:6, 7:5 und 4:6. Im Doppel schied sie an der Seite von Angelina Wirges bereits in der ersten Runde aus. Bei den Nationalen Deutschen Hallen-Tennismeisterschaften 2020 erreichte sie mit Siegen über Chantal Sauvant und Katharina Gerlach das Viertelfinale, wo sie dann Nastasja Schunk mit 1:6 und 3:6 unterlag.
2021 gewann Mara Guth im Mai den Titel beim J2-ITF-Jugendturnier im österreichischen Oberpullendorf gegen ihre Porsche-Junior-Team-Kollegin Nicole Rivkin. Anschließend erreichte sie bei den French Open im Juniorinneneinzel das Viertelfinale, wo sie Oxana Selechmetjewa mit 3:6 und 1:6 unterlag. Im Juniorinnendoppel erreichte sie mit Partnerin Julia Middendorf das Achtelfinale. In Wimbledon erreichte sie ebenfalls das Viertelfinale, in dem sie Linda Fruhvirtová mit 3:6 und 2:6 unterlag.
Bei den Europameisterschaften U18 in Klosters/Schweiz gewann Mara Guth gemeinsam mit ihrer Doppelpartnerin Julia Middendorf den Wettbewerb im Doppel mit einem Sieg über das Doppel Noskova/Shnaider.
in der deutschen Tennis-Bundesliga spielte Guth 2018 für den TC Bad Vilbel in der 2. Tennis-Bundesliga und stieg mit ihrer Mannschaft in die 1. Tennis-Bundesliga auf. In der Saison 2019 wurde sie mit dem TC Bad Vilbel Deutscher Mannschaftsmeister und spielt auch 2021 wieder für Bad Vilbel.
Mara Guth gehörte von 2020 bis 2022 zum Porsche Junior Team. Seit 2023 gehört sie zum Porsche Talent Team.

## Turniersiege

### Einzel
| Nr. | Datum              | Turnier            | Kategorie | Belag     | Finalgegnerin | Ergebnis         |
| --- | ------------------ | ------------------ | --------- | --------- | ------------- | ---------------- |
| 1.  | 17. September 2023 | Kuršumlijska Banja | ITF W15   | Sand      | Enola Chiesa  | 6:4, 2:0 Aufgabe |
| 2.  | 10. März 2024      | Monastir           | ITF W15   | Hartplatz | Carolina Kuhl | 6:2, 3:3 Aufgabe |

### Doppel
| Nr. | Datum              | Turnier            | Kategorie | Belag             | Partnerin                  | Finalgegnerinnen                      | Ergebnis    |
| --- | ------------------ | ------------------ | --------- | ----------------- | -------------------------- | ------------------------------------- | ----------- |
| 1.  | 16. September 2023 | Kuršumlijska Banja | ITF W15   | Sand              | Salma Drugdová             | Oleksandra Koraschwili Celine Simunyu | 5:2 Aufgabe |
| 2.  | 25. November 2023  | Lousada            | ITF W25   | Hartplatz (Halle) | Jelena Iwanowna Pridankina | Alicia Melosch Johanna Silva          | 6:1, 6:1    |
| 3.  | 2. März 2024       | Monastir           | ITF W15   | Hartplatz         | Sapfo Sakellaridi          | Luisa Hrda Yasmine Wagner             | 7:5, 6:1    |

## Persönliches
Mara Guth besuchte das Christian-Wirth-Gymnasium in Usingen, wechselte Ende 2020 an das Privatgymnasium Schwetzingen und bereitet sich in Mannheim auf das Abitur vor. Sie hat eine Schwester.

## Trivia
Im Juli 2020 hat Guth zusammen mit Angelique Kerber den neuen Centercourt des WTA-Rasenturniers in Bad Homburg eingeweiht.